# 撫遠口岸
撫遠口岸（ふえん-こうがん）は中華人民共和国黒竜江省ジャムス市撫遠市の黒龍江沿岸にある、ロシア連邦ハバロフスク地方ハバロフスクとの間を結ぶ水路出入国検査場。
座標: 北緯48度22分17秒 東経134度17分00秒 / 北緯48.37149度 東経134.28336度